# Шварценберг, Карл Филипп Борромеус цу
Карл II Филипп Борромеус цу Шварценберг (нем. Karl Philipp Borromäus zu Schwarzenberg; 21 января 1802 года, Вена, Эрцгерцогство Австрия — 9 апреля 1986 года, Вена, Австрийская империя) — австрийский дворянин, политический деятель и фельдцейхмейстер. Был третьей главой «Орлицкой» ветви (секундогенитуры) династии Шварценбергов. Сын Карла Филиппа Шварценберга.

## Биография
Родился в Вене. Был вторым сыном знаменитого фельдмаршала принца Карла Филиппа Шварценберга и его жены Марии Анны, урождённой графини Гогенфельд (1767—1848).
Согласно семейной традиции, с юных лет служил в австрийской армии, куда вступил в 1821 году юнкером пехотного полка Коллоредо, а уже в 1823 году имел чин капитана (гауптмана) 11-го пехотного полка. В 1831 году ему было присвоено звание майора 42-го пехотного полка. В 1834 году он был произведён в чин полковника и командовал 4-м пехотным полком. В 1840 году он был произведён в генерал-майоры и с 1842 года командовал бригадой в Праге. Здесь он также принимал участие в общественной и политической жизни, среди прочего был участником сессии ландтага Королевства Богемия.
С 1843 года был действительным членом «Императорского и королевского патриотически-экономического общества в королевстве Богемия». Где поддерживал разведение мериносовых овец. В 1847 году стал императорским тайным советником.
В феврале 1848 года он был произведён в чин фельдмаршал-лейтенанта и во время австро-итальянской войны возглавил дивизию под командованием фельдмаршала Радецкого. После войны был назначен военным и гражданским губернатором Ломбардии. Однако, через два года, в 1851 году, его в качестве главнокомандующего и губернатора перевели в Трансильванию, где столкнулся в совершенно незнакомой обстановке со сложной ситуацией, касающейся многонационального состава населения и его принадлежности к различным религиям. На пост губернатора Трансильвании его назначили благодаря принадлежности к высшему дворянству, хорошему образованию и предыдущему управленческому опыту в Ломбардии. Ему удалось устранить напряженность между княжеством Трансильвания и Венгерским королевством. В 1852 году был награждён орденом Золотого руна, а в 1854 году был произведён в чин фельдцейхмейстера.
Скончался в Вене, изначально был похоронен в Виттингау, а в 1864 году его останки были перенесены в недавно освященную родовую усыпальницу у замка Орлик.

## Семья
После отставки старшего брата Фридриха, стал главой младшей линии Шварценбергов, носителем княжеского титула и владельцем поместья Орлик-над-Влтавой с замком Звиков, Седлеца под Кутной-горой и Мурау в Штирии. В замке Орлик он начал неоготическую реконструкцию, которая завершилась только после его смерти (1849—1860, архитектор Бернхард Грюбер).
Своим браком способствовал значительному расширению семейного имущества на юге Чехии. 26 июля 1823 года женился на Йозефине Марии Вратиславовой из Митровиц в Праге. Его жена была дочерью Йозефа Антонина Вратислава из Митровиц, давнего ландмаршала Чешского королевства. После отца она была наследницей имений Чимелице, Осов и Тоховице, была также дворцовой дамой и дамой ордена Звёздного Креста. В браке родились сын (Карел III Иосиф Адольф) и две дочери (Габриэла и Анна Мария).